# (13669) Swammerdam
(13669) Swammerdam est un astéroïde de la ceinture principale.

## Description
(13669) Swammerdam est un astéroïde de la ceinture principale. Il fut découvert le 3 mai 1997 à La Silla par Eric Walter Elst. Il présente une orbite caractérisée par un demi-grand axe de 2,54 UA, une excentricité de 0,08 et une inclinaison de 2,4° par rapport à l'écliptique.

## Compléments